# Guaranis
O termo guaranis refere-se a uma das mais representativas etnias indígenas da América, que tem, como território tradicional, uma ampla região da América do Sul: Bolívia, Paraguai, Argentina, Uruguai e a porção centro-meridional do território brasileiro.
São povos (em espanhol pueblo), pois sua ampla população se encontra dividida em diversos subgrupos étnicos; os mais significativos, em termos populacionais, são os caiouás, os mbiás, os nhandevas, os ava-xiriguanos, os guaraios, os izozeños e os tapietés. Cada um destes subgrupos apresenta especificidades dialetais, culturais e cosmológicas, diferenciandoa assim sua "forma de ser" guarani das demais.
A palavra guarinĩ, está atestada em textos jesuitas do século XVI sobre tupi antigo significando guerreiro. Antes disso eles se autodenominavam Abá, significando homens ou povo.

## História
Existe uma relativa abundância de registros históricos que tratam da trajetória dos povos guaranis a partir da época de seus primeiros contatos com os povos de origem europeia. Antes desse contato, os guaranis não possuíam uma linguagem escrita: toda a sua história estava vinculada a uma complexa forma de transmissão do conhecimento através da tradição oral. O “ser” Guarani se resume no valor da “palavra”. Não no sentido da palavra escrita, mas na honra da palavra como ensinamento divino, como parte de um “caráter” a ser cumprido.
Do período anterior ao contato com a cultura europeia, sabe-se que eram sociedades descentralizadas de caçadores e agricultores seminômades. Sua alimentação era baseada na caça e coleta, bem como no plantio de diversas variedades de vegetais, como mandioca, batata, amendoim, feijão e milho.
Habitavam casas comunais de dez a dezenove famílias. Como os guaranis modernos, se uniam e organizavam-se em redes de parentesco que compartilhavam perspectivas cosmológicas comuns. A construção familiar é extensa e quanto mais gente o patriarca da família abrigar (agregados de sangue ou não), mais prestígio ele terá. O desmembramento para a formação de novas famílias extensas se dá a partir de um grande aumento populacional não acompanhado pela estrutura, já que para abrigar uma grande família extensa o patriarca precisa estar bem em suas colocações sociais, econômicas e territoriais.
De acordo com o missionário jesuíta Martin Dobrizhoffer, alguns destes grupos praticavam antropofagia.
Nas primeiras décadas do século XVI, quando o processo colonizador mercantilista ainda não havia compreendido com maior clareza a geografia humana nativa no continente sul-americano, os indígenas, que, posteriormente, seriam chamados genericamente de guaranis, eram conhecidos como carijós no Brasil e cariós no Paraguai colonial. O termo guarani, que significa guerreiro (e que, segundo o tupinólogo Eduardo Navarro, deve provir do proto-tupi-guarani), passou a ser empregado a partir do século XVII, quando a ordem tribal já estava bastante esfacelada por mais de cem anos de exploração colonial, para designar um grande número de índios que viviam em aldeamentos pertencentes a grupos falantes de idiomas da família linguística tupi-guarani.

### Os primeiros contatos com os europeus
Em boa parte das regiões litorâneas do sul e do sudeste do Brasil, assim como na bacia dos rios Paraná e Prata, foram as populações guaranis as primeiras populações ameríndias a ser contatadas pelos europeus.
No início do século XVI, época dos primeiros contatos com os conquistadores europeus, a população guarani provavelmente chegava ao número de 1 500 000 a 2 000 000 de pessoas.
Em 1511, o navegador espanhol Juan de Solis comandou a primeira expedição europeia a entrar no Rio da Prata, o estuário do rio Paraná ou do rio Paraguai, seguido pela expedição de Sebastião Caboto em 1526 . Em 1537, Gonzalo de Mendoza chegou ao Paraguai pelo atual território do sul do Brasil e, em seu retorno, fez contato com um grupo guarani, fundando Assunção, que, séculos depois, se tornaria a capital do Paraguai.
Na medida em que avançavam continente adentro, as expedições de conquista espanholas encontraram diferentes populações guaranis em territórios aos quais os espanhóis passaram a chamar de províncias. Os espanhóis foram nomeando-as segundo os nomes das populações indígenas que encontravam: Karió, Tobatin, Guarambaré, Itatin, Mbaracayú, gente do Guairá, do Paraná, do Uruguai, os Tape etc. Essas províncias abarcavam um vasto território, que ia da costa ao sul da cidade de São Vicente, no Brasil, até a margem direita do Rio Paraguai e desde o sul do Rio Paranapanema e do grande Pantanal, ou Lagoa dos Xaraiés, até as Ilhas do Delta junto da atual cidade de Buenos Aires.
Gonzalo de Mendoza tornou-se o primeiro governador do território espanhol do Guayrá, iniciando uma política de casamentos entre seus subordinados europeus e mulheres guaranis dos grupos locais, o que deu início ao que, mais tarde, seria denominada a nação paraguaia. Ao mesmo tempo, foi acelerado o processo de escravização dos grupos indígenas autóctones para o fornecimento de mão de obra para os mais diversos fins.

### Nominações primevas
Os cronistas dos prelúdios do período colonial denominaram guaranis todas as populações que partilhavam de uma mesma língua, semelhante à língua falada pelos índios tupis do litoral ocidental sul-americano. Cada agrupamento humano, por sua vez, foi denominado separadamente a partir do nome de xamãs, líderes guerreiros e figuras locais de prestígio. Também era comum a denominação dos grupos de acordo com os nomes dos rios e dos lagos em cujas margens habitavam.
Durante mais de quatrocentos anos de referências escritas sobre os guaranis, muitos nomes alternativos têm sido empregados para identificar estes vários povos, bem como para indicar suas visíveis diferenças.
Em grande medida influenciados pelas referências dos índios tupis, os colonizadores da América Portuguesa chamaram os guaranis de araxás, araxanes, cainguás, carijós e ouitatins. Na América Espanhola, estes mesmos grupos eram chamados de Carios, Chandules, chandrís e landules. A despeito das denominações exógenas, cada subgrupo possui sua própria forma de autodenominação, sendo que todos eles se reconhecem no termo avá ou avaeté kuery que significam, respectivamente, homem e homens verdadeiros.

### Xamãs profetas entre bandeirantes eencomenderos

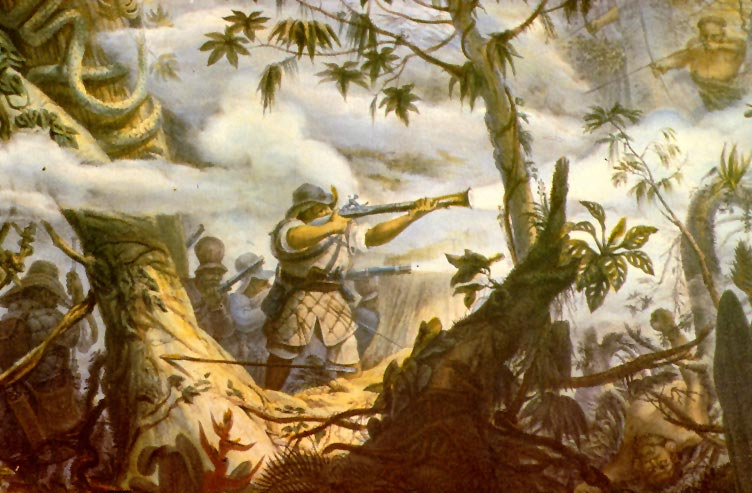
"Combate entre bandeirantes e índios em Mogi das Cruzes", tela de Jean Baptiste Debret de 1834

Neste primeiro período da colonização, movimentos de insurreição em massa foram registrados por diversos administradores coloniais. De profundo caráter religioso, estes levantes eram, em grande parte, consequência da presença de grandes xamãs-profetas, os karaí, que, com a força de suas palavras, convenciam multidões a abandonarem as vilas de colonização espanhola e seguirem dançando e cantando com o intuito de alcançar a liberdade na "Terra Sem Males" (Yvy marã e'ỹ).
Em 1579, o levante liderado pelo karaí chamado Oberá (também grafado Overá), termo que significa "aquele que brilha", pôs, em grandes riscos, o projeto de colonização espanhola na região de Arambaré. Por onde quer que passasse, Oberá era seguido por uma multidão cada vez maior de indígenas, que, após sua presença, recusavam-se terminantemente a servir aos espanhóis. Karaí Oberá, prometendo, a todos, a liberdade, realizava grandes rituais de "desbatismo", onde os chamados "guaranis civilizados" renunciavam aos votos e aos nomes da cristandade, recebendo outro nome guarani. Seguindo o conselho dos poderosos karaí, multidões dançavam e cantavam ininterruptamente durante dias.

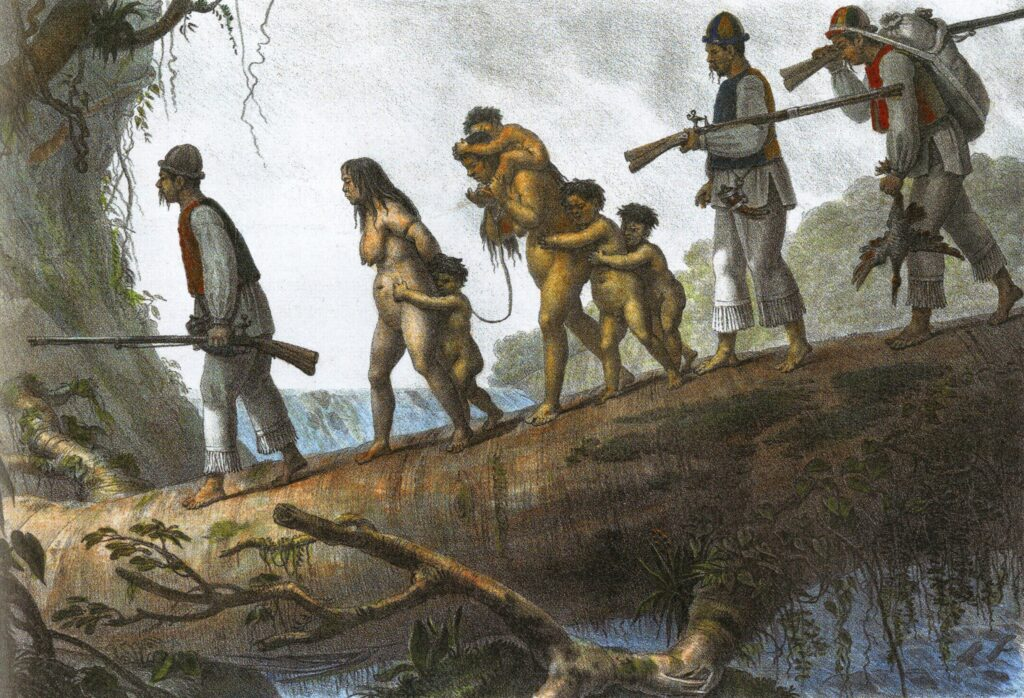
"Família guarani capturada por caçadores de índios", tela de Jean Baptiste Debret de 1830

Partindo das colônias do litoral do atual estado de São Paulo, no Brasil, o movimento luso-brasileiro das Bandeiras, de caráter expansionista e escravocrata, caiu como um flagelo sobre as populações guaranis. Primeiramente, sobre aquelas que habitavam os territórios próximos ao Rio Paranapanema. Depois, adentrando mais e mais no continente. Aos grupos sobreviventes, restavam poucas opções: rebelar-se contra uma ou mesmo contra as duas nações europeias (Portugal e Espanha) que invadiam seus territórios, iniciar longas peregrinações buscando a proteção de distantes florestas e pântanos de difícil acesso ou, ainda, se submeterem à pacificação, tornando-se escravos dos bandeirantes luso-paulistas ou servos dos espanhóis encomenderos.
Com o avanço da empresa colonial, diferentes grupos autóctones se tornaram peças das disputas e joguetes por recursos e territórios de Portugal e Espanha. Cada um dos lados buscava, de todas as formas, incitar os grupos que eram seus aliados a fazer guerra contra seu adversário europeu e aos indígenas a este coligados. Ao mesmo tempo, uma série de epidemias trazidas da Europa se alastraram rapidamente pelo continente, eliminando as populações autóctones e devastando províncias inteiras.

#### Os guaranis das Missões e osKa'ayguá

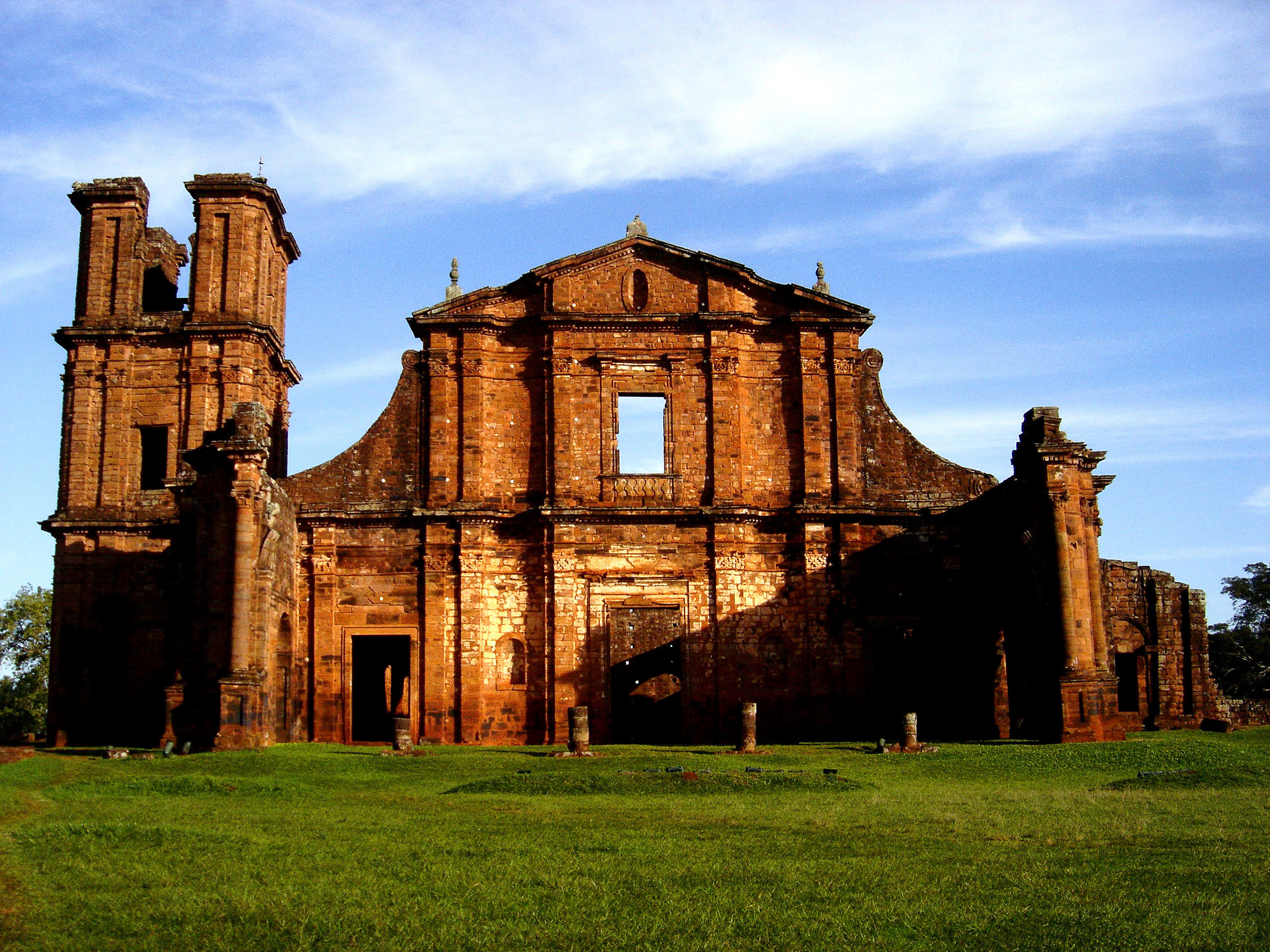
Ruínas da Catedral de São Miguel, uma das cidades fundadas pelos jesuítas para abrigar os guaranis cristianizados.

Em 1640, a região do Paranapanema já se encontrava despovoada. A maioria dos seus habitantes havia sido capturada pelos bandeirantes e levada para a vila de São Paulo de Piratininga ou para a vila de São Vicente, enquanto outra parte buscou refúgio nos territórios e nas florestas ao sul.
Agindo como soldados, os jesuítas tinham um único objetivo - converter o maior número possível de indígenas, obrigá-los a mudar seu estilo de vida e aceitar a religião católica como única forma de salvação. No ano de 1743, mais da metade da população da Bacia do Prata, aproximadamente 142 000 índios, viviam nos povoados jesuítas. Uma vez mais, inúmeros xamãs-profetas karaí surgiram das matas até as cidades dos jesuítas, cercados por inúmeros seguidores, rivalizando em retórica e poder com os padres jesuítas e se tornando um obstáculo para a conquista espiritual cristã. Não tardou para que os jesuítas ultrajados incitassem os índios reduzidos contra os karaí, aos quais chamavam de "demônios" e "feiticeiros".
Das diferentes trajetórias vividas pelos grupos guaranis, surgiram novas distinções culturais entre os mesmos. Com o crescimento das Reduções Jesuíticas, surgiria a figura dos guaranis missioneiros, que, a partir do sincretismo com elementos jesuíticos, dariam forma e cor à utopia cristã-ameríndia das Missões. Já as populações guaranis que se refugiaram em florestas, montes e pântanos, escapando do alcance dos bandeirantes, bem como da submissão aos encomenderos espanhóis ou às missões jesuíticas, ficaram conhecidas pela exonominação genérica de kainguá, kaaiguá, cainguá ou ka'ayguá - todos esses termos, derivados da palavra guarani ka'aguyguá, "habitantes das matas". Esta provavelmente é também a origem do nome de um dos atuais subgrupos guaranis, os caiouás, apesar de estes provavelmente não serem os únicos grupos da atualidade descendentes daquelas populações não submissas.
No entanto, é grande a probabilidade de que os chamados "habitantes das matas" nunca tenham perdido totalmente o contato com os guaranis missioneiros, mantendo, de alguma forma, intercâmbios de bens, informações e até mesmo de pessoas através do parentesco com estes. Esta é uma das explicações encontradas para a apropriação de instrumentos como o violão (mbaraká) e a rabeca (ravé), não só utilizados até hoje pelos guaranis embiás, como também considerados pelos próprios índios  como parte de sua tradição e até mesmo originados em sua cultura.

## Atualidade
As populações desta etnia ainda mantêm fortes indícios de unidade linguística e cultural, desenvolvendo, sempre, formas estratégicas relacionais diante das realidades nacionais com as quais são obrigadas a conviver.
As populações guaranis contemporâneas vivem em pequenas reservas, acampamentos à beira de rodovias ou habitam, ainda, espaços geograficamente isolados. Suas principais atividades econômicas são a confecção e a venda de artesanato—cestaria com taquara e cipó, estátuas em madeira e colares com sementes nativas—a coleta de raízes, ervas e frutos silvestres e o plantio de suas sementes tradicionais.
Apesar da baixa populacional (em comparação com o momento dos primeiros contatos com os europeus), com exceção das áreas localizadas no Uruguai e no centro da Argentina, onde não existem mais, os guaranis seguem mantendo a configuração de seus territórios no período colonial. A despeito do processo de aculturação que sofreram, estas populações vêm se recuperando demograficamente, constituindo uma das minorias que, invisibilizadas nos diversos contextos em que se encontram, têm de lidar com o problema do aumento demográfico nos regimes de confinamento impostos pelos estados nacionais.
Três aspectos da vida guarani expressam uma identidade que dá especificidade, forma e cria um "modo de ser guarani": a) o ava ñe'ë (ava: homem, pessoa guarani; ñe'ë: palavra que se confunde com "alma") ou "fala", "linguagem", que define identidade na comunicação verbal; b) o tamõi (avô) ou ancestrais míticos comuns e c) o ava reko (teko: "ser, estado de vida, condição, estar, costume, lei, hábito") ou comportamento em sociedade, sustentado em arsenal mítico e ideológico. Estes aspectos informam ao ava (homem guarani) como entender as situações vividas e o mundo que o cerca, fornecendo pautas e referências para sua conduta social.

### Lei 11.645/2008
A Lei 11.645/2008 (altera a 9.394/1996 e modifica a Lei 10.639/2003) traz a obrigatoriedade da temática ‘História e Cultura Afro-Brasileira e Indígena’ para as escolas de ensino público e privado, desde o ensino fundamental ao ensino médio. Diante disso, alguns autores defendem que a temática indígena proposta pela Lei surge como uma medida de renovação de conhecimentos sobre as diferentes culturas que se apresentam, genericamente, representadas por uma única visão de mundo e identidade. Ou seja, a Lei vem para quebrar os estereótipos que foram criados ao longo da história ao redor dos povos indígenas.